# Chaleins
Chaleins est une commune française, située dans le département de l'Ain en région Auvergne-Rhône-Alpes.

## Géographie

### Climat
Pour des articles plus généraux, voir Climat d'Auvergne-Rhône-Alpes et Climat de l'Ain.
En 2010, le climat de la commune est de type climat océanique altéré, selon une étude du CNRS s'appuyant sur une série de données couvrant la période 1971-2000. En 2020, Météo-France publie une typologie des climats de la France métropolitaine dans laquelle la commune est dans une zone de transition entre le climat semi-continental et le climat de montagne et est dans la région climatique Bourgogne, vallée de la Saône, caractérisée par un bon ensoleillement (1 900 h/an), un été chaud (18,5 °C), un air sec au printemps et en été et des vents faibles.
Pour la période 1971-2000, la température annuelle moyenne est de 11,9 °C, avec une amplitude thermique annuelle de 18,2 °C. Le cumul annuel moyen de précipitations est de 808 mm, avec 9,3 jours de précipitations en janvier et 6,9 jours en juillet. Pour la période 1991-2020, la température moyenne annuelle observée sur la station météorologique de Météo-France la plus proche, « St-Georges-Reneins », sur la commune de Saint-Georges-de-Reneins à 7 km à vol d'oiseau, est de 12,2 °C et le cumul annuel moyen de précipitations est de 723,2 mm,. Pour l'avenir, les paramètres climatiques de la commune estimés pour 2050 selon différents scénarios d'émission de gaz à effet de serre sont consultables sur un site dédié publié par Météo-France en novembre 2022.

## Urbanisme

### Typologie
Au 1er janvier 2024, Chaleins est catégorisée bourg rural, selon la nouvelle grille communale de densité à 7 niveaux définie par l'Insee en 2022.
Elle est située hors unité urbaine. Par ailleurs la commune fait partie de l'aire d'attraction de Lyon, dont elle est une commune de la couronne,. Cette aire, qui regroupe 397 communes, est catégorisée dans les aires de 700 000 habitants ou plus (hors Paris),.

### Occupation des sols
L'occupation des sols de la commune, telle qu'elle ressort de la base de données européenne d’occupation biophysique des sols Corine Land Cover (CLC), est marquée par l'importance des territoires agricoles (95,6 % en 2018), en diminution par rapport à 1990 (97,4 %). La répartition détaillée en 2018 est la suivante : 
terres arables (84,1 %), zones agricoles hétérogènes (6,4 %), prairies (5,1 %), zones urbanisées (4,4 %).
L'évolution de l’occupation des sols de la commune et de ses infrastructures peut être observée sur les différentes représentations cartographiques du territoire : la carte de Cassini (XVIIIe siècle), la carte d'état-major (1820-1866) et les cartes ou photos aériennes de l'IGN pour la période actuelle (1950 à aujourd'hui).

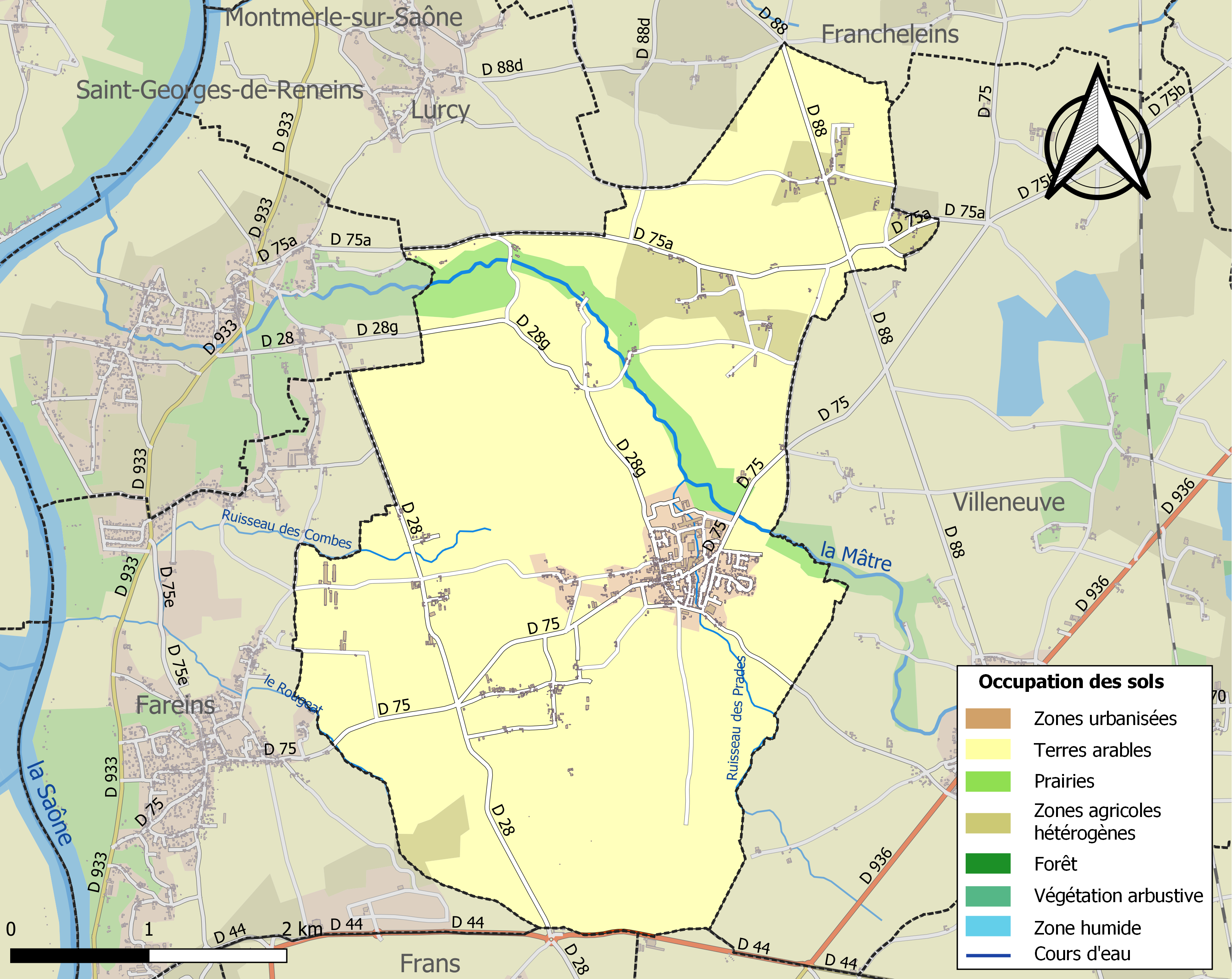
Carte des infrastructures et de l'occupation des sols de la commune en 2018 (CLC).

## Histoire

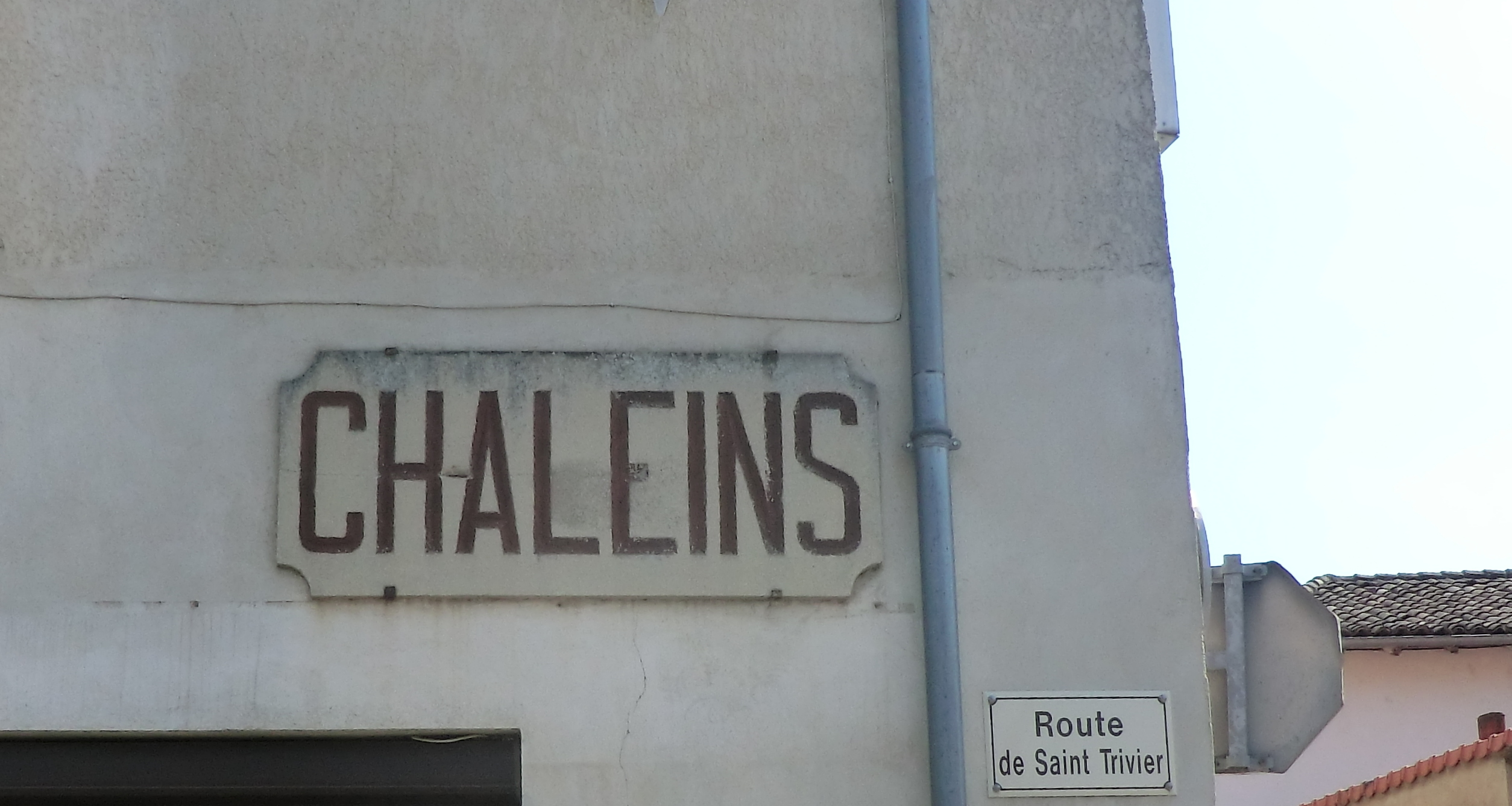
Plaque à Chaleins.

Paroisse sous le vocable de saint Julien, mentionnée dès 984. A cette époque, l'église dépendait déjà du chapitre métropolitain de Lyon, comme elle en a toujours dépendu depuis.
Parmi ses bienfaiteurs on connaît Uldric Palatin, qui lui légua, en 1231, quarante sous forts pour acheter des chasubles, et le chanoine Gui de Bes (1292). Au mois de juin 1284, Guillaume Palatin, chevalier, se désista, en faveur du chapitre de Lyon, de tous les droits qu'il avait sur la garde du cimetière et de ses dépendances.
Les revenus de la cure ne s'élevaient guère au-dessus de 100 livres ; ils consistaient dans le quart des dîmes et dans le produit de trois bicherées de terre.
Le 29 octobre 1725, le duc du Maine, souverain de Dombes, démembra de son domaine la terre de Chaleins et en aliéna les droits seigneuriaux et toute la justice à Daniel Le Viste de Briandas, qui la partagea, en 1729, avec Jean Garnier, ancien avocat-général au parlement de Dombes. La part qui échut à ce dernier fut érigée en fief sous le nom de Château-Garnier. Le lot qui resta à Daniel Le Viste était encore dans sa famille en 1789.

### Hameaux

#### Briandas
Fief en toute justice, en Dombes, possédé, au XVe siècle, par des gentilshommes du nom et armes de Briandas, dans la famille desquels il resta jusqu'à Adrienne de Briandas, dame de Chaleins, qui le vendit à Nicolas de Naturel, écuyer. Ce dernier l'aliéna, le 16 novembre 1577, à Claude Valeton, échevin de Lyon, qui le céda à Jean le Viste. Ce fief ne sortit plus de la famille le Viste, qui le fit unir à son comté de Montbriand,.

## Toponymie

### Attestations anciennes
Chalings (984), Ecclesia de Chalengo, de Chalens (1182), Chalein, Chaleyns, Chalenz, Chalains.

## Politique et administration

### Découpage territorial
La commune de Chaleins est membre de la communauté de communes Val de Saône Centre, un établissement public de coopération intercommunale (EPCI) à fiscalité propre créé le 1er janvier 2017 dont le siège est à Montceaux. Ce dernier est par ailleurs membre d'autres groupements intercommunaux.
Sur le plan administratif, elle est rattachée à l'arrondissement de Bourg-en-Bresse, au département de l'Ain et à la région Auvergne-Rhône-Alpes. Sur le plan électoral, elle dépend du  canton de Villars-les-Dombes pour l'élection des conseillers départementaux, depuis le redécoupage cantonal de 2014 entré en vigueur en 2015, et de la quatrième circonscription de l'Ain  pour les élections législatives, depuis le dernier découpage électoral de 2010.

### Tendances politiques et résultats
| Scrutin             | Scrutin             | 1er tour | 1er tour | 1er tour | 1er tour | 1er tour   | 1er tour | 1er tour | 1er tour    | 1er tour | 1er tour | 1er tour | 1er tour | 2d tour | 2d tour | 2d tour | 2d tour | 2d tour | 2d tour |
| Scrutin             | Scrutin             | 1er      | 1er      | %        | 2e       | 2e         | %        | 3e       | 3e          | %        | 4e       | 4e       | %        | 1er     | 1er     | %       | 2e      | 2e      | %       |
| ------------------- | ------------------- | -------- | -------- | -------- | -------- | ---------- | -------- | -------- | ----------- | -------- | -------- | -------- | -------- | ------- | ------- | ------- | ------- | ------- | ------- |
| Présidentielle 2017 | Présidentielle 2017 |          | FN       | 30,22    |          | LR         | 24,04    |          | EM          | 17,03    |          | LFI      | 14,70    |         | EM      | 53,14   |         | FN      | 46,86   |
| Présidentielle 2022 | Présidentielle 2022 |          | LREM     | 32,85    |          | RN         | 27,60    |          | LFI         | 14,45    |          | REC      | 8,80     |         | LREM    | 53,10   |         | RN      | 46,90   |
| Législatives 2022   | 4e                  |          | RN       | 30,02    |          | LREM (ENS) | 18,06    |          | LFI (NUPES) | 16,93    |          | LR       | 12,64    |         | RN      | 64,23   |         | LFI     | 35,77   |
| Législatives 2024   | 4e                  |          | RN       | 48,34    |          | HOR (ENS)  | 24,97    |          | EELV (NFP)  | 18,86    |          | LR       | 6,37     |         | RN      | 54,32   |         | HOR     | 45,68   |

### Administration municipale
| Période                                  | Période  | Identité       | Étiquette | Qualité    |
| ---------------------------------------- | -------- | -------------- | --------- | ---------- |
| 2001                                     | 2020     | Gilbert Gros   |           |            |
| 2020                                     | En cours | Lucien Molines | DVD       | Industriel |
| Les données manquantes sont à compléter. |          |                |           |            |

## Population et société

### Démographie
L'évolution du nombre d'habitants est connue à travers les recensements de la population effectués dans la commune depuis 1793. Pour les communes de moins de 10 000 habitants, une enquête de recensement portant sur toute la population est réalisée tous les cinq ans, les populations de référence des années intermédiaires étant quant à elles estimées par interpolation ou extrapolation. Pour la commune, le premier recensement exhaustif entrant dans le cadre du nouveau dispositif a été réalisé en 2005.
En 2022, la commune comptait 1 436 habitants, en évolution de +10,8 % par rapport à 2016 (Ain : +5,15 %, France hors Mayotte : +2,11 %).
| 1793 | 1800 | 1806 | 1821 | 1831 | 1836 | 1841 | 1846 | 1851 |
| ---- | ---- | ---- | ---- | ---- | ---- | ---- | ---- | ---- |
| 536  | 606  | 408  | 663  | 847  | 883  | 878  | 826  | 915  |

| 1856 | 1861 | 1866 | 1872 | 1876 | 1881 | 1886 | 1891 | 1896 |
| ---- | ---- | ---- | ---- | ---- | ---- | ---- | ---- | ---- |
| 901  | 801  | 822  | 774  | 758  | 738  | 787  | 747  | 732  |

| 1901 | 1906 | 1911 | 1921 | 1926 | 1931 | 1936 | 1946 | 1954 |
| ---- | ---- | ---- | ---- | ---- | ---- | ---- | ---- | ---- |
| 687  | 657  | 640  | 571  | 532  | 501  | 523  | 536  | 496  |

| 1962 | 1968 | 1975 | 1982 | 1990 | 1999  | 2005  | 2006  | 2010  |
| ---- | ---- | ---- | ---- | ---- | ----- | ----- | ----- | ----- |
| 485  | 461  | 428  | 594  | 754  | 1 025 | 1 173 | 1 181 | 1 165 |

| 2015  | 2020  | 2022  | - | - | - | - | - | - |
| ----- | ----- | ----- | - | - | - | - | - | - |
| 1 270 | 1 402 | 1 436 | - | - | - | - | - | - |

### Jumelages

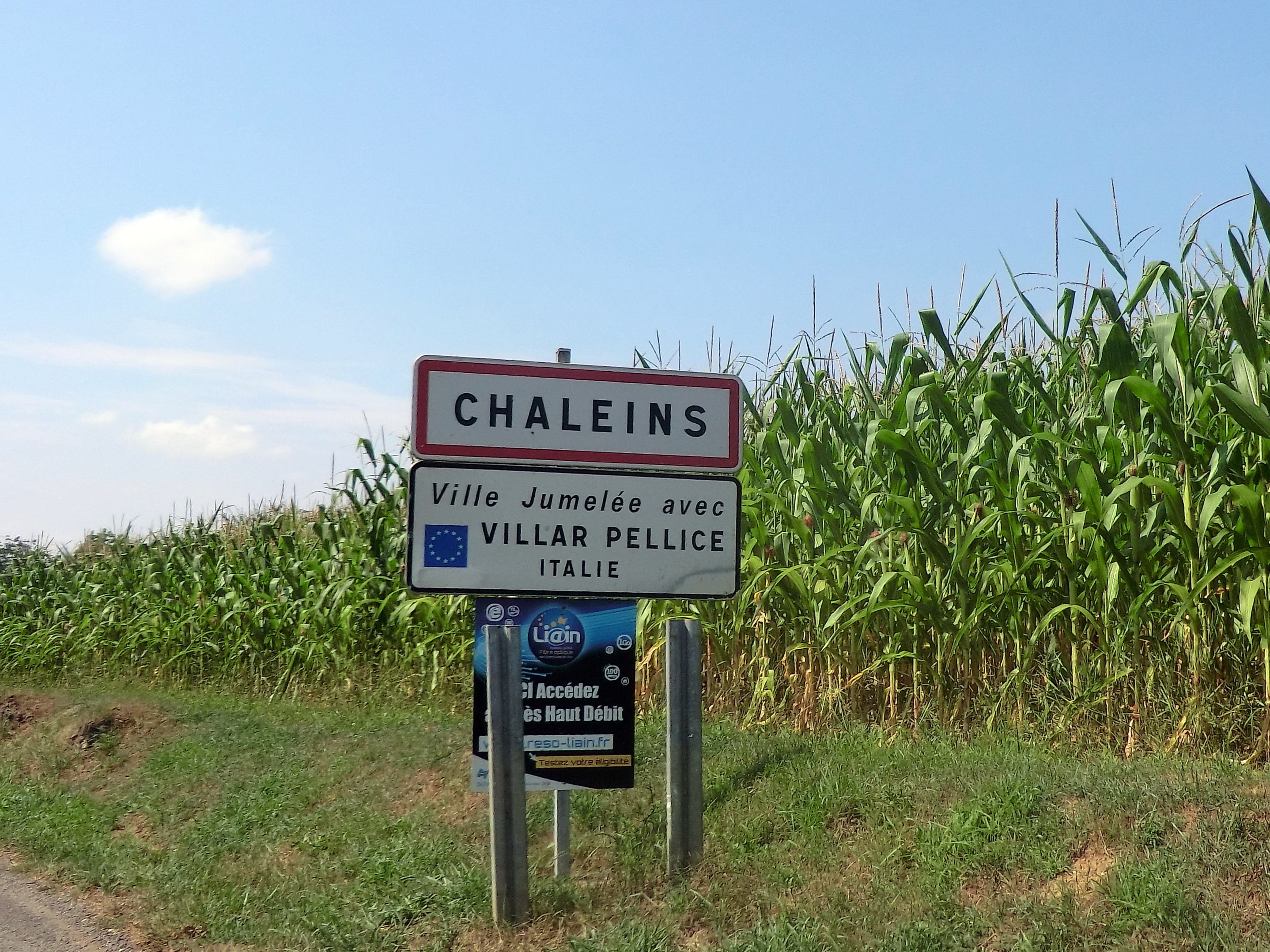
Panneau du jumelage de Chaleins.

Chaleins est jumelée avec Villar Pellice en Italie.

## Culture et patrimoine

### Héraldique
| Blason de Chaleins | Blason  | D’azur au roseau à massette d’argent accompagné de trois fleurs de lis d’or; à la bordure d'or. |
| Blason de Chaleins | Détails | Le statut officiel du blason reste à déterminer.                                                |

### Lieux et monuments
- Église Saint-Julien de Chaleins.

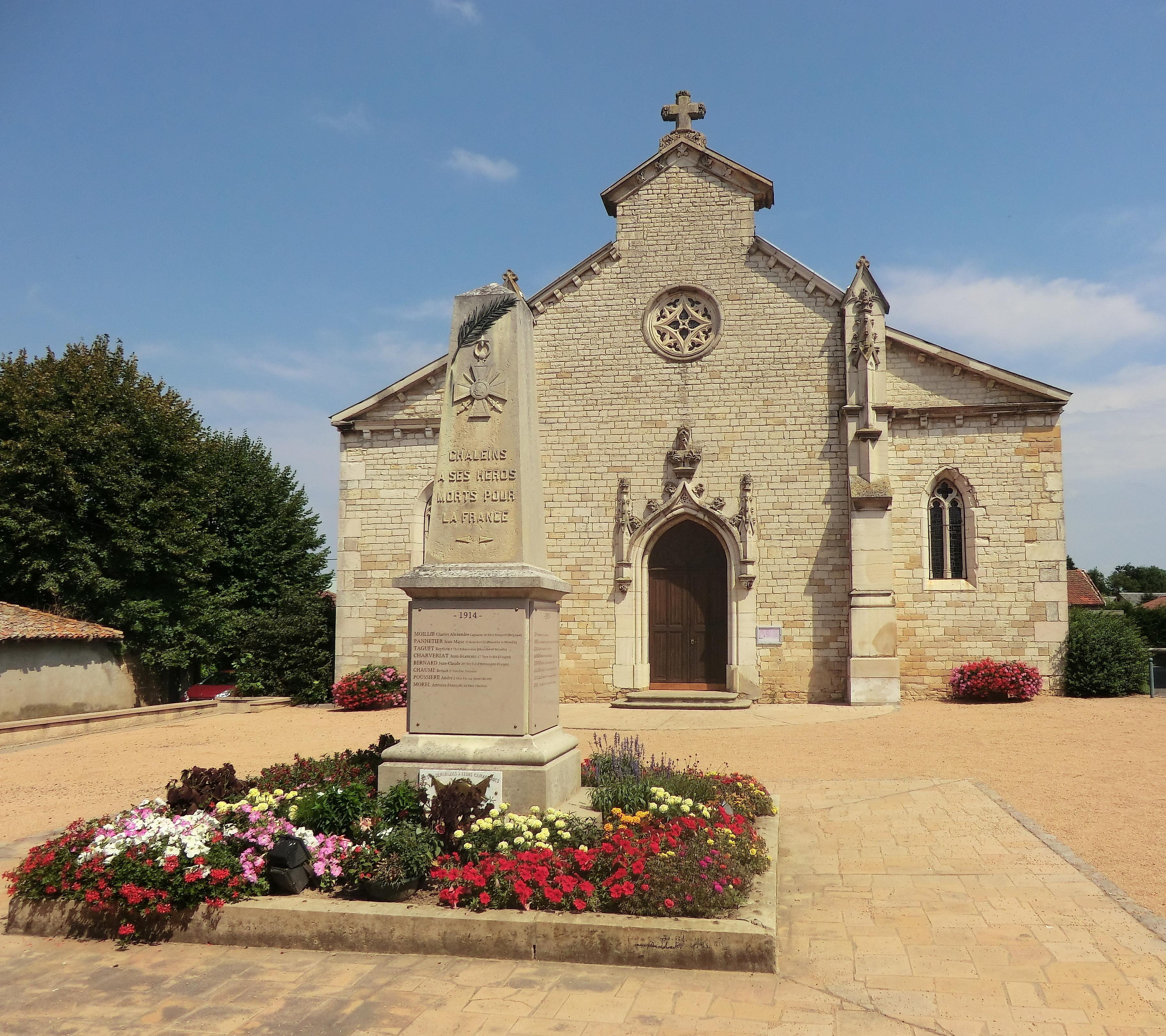
Monument aux morts et église Saint-Julien de Chaleins.
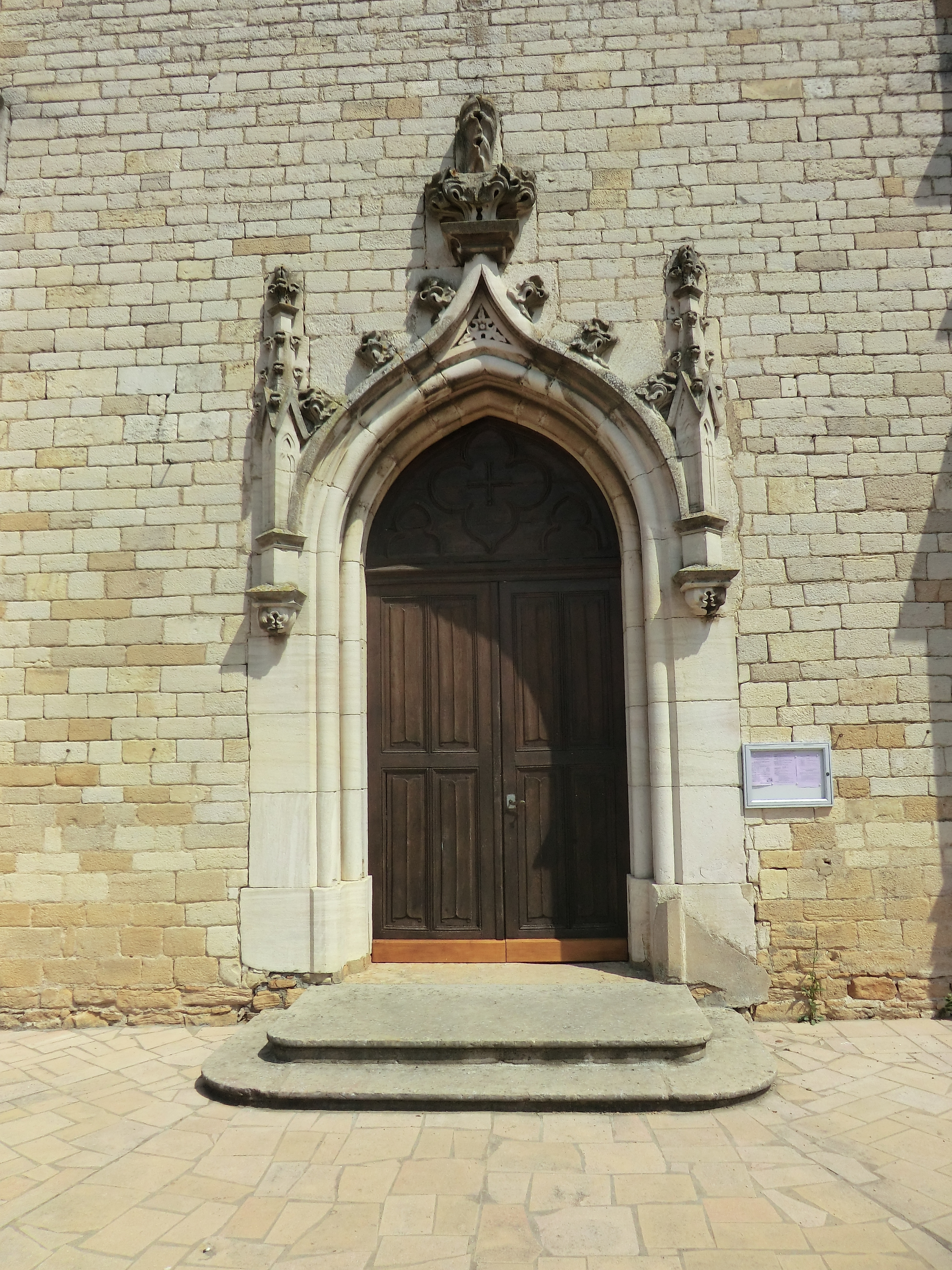
Porte latérale de l'église.
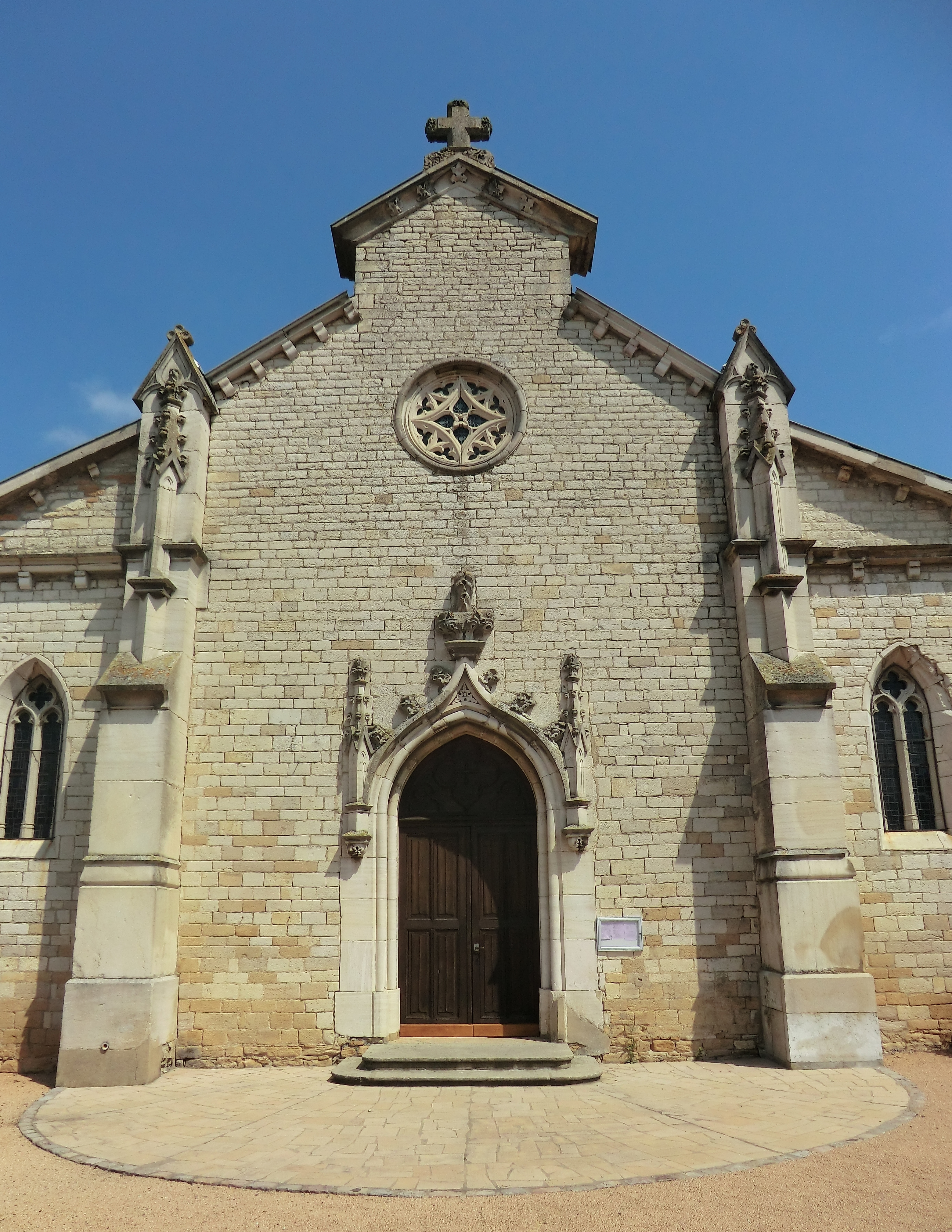
Porte principale de l'église.
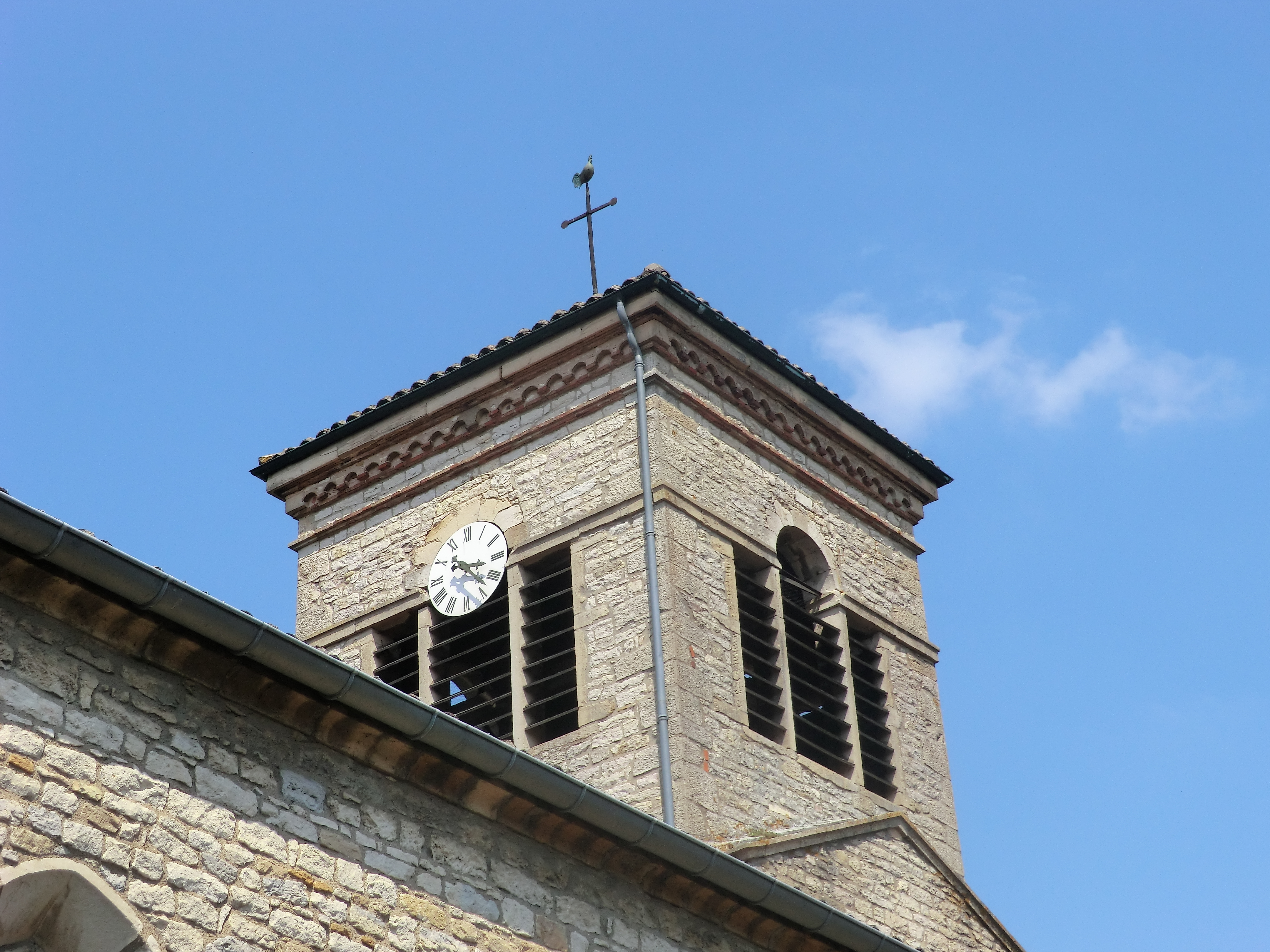
Le clocher.